# 瘋狂夏令營 (電影)
《瘋狂夏令營》（英語：Meatballs）是一部1979年加拿大喜劇電影，由伊万·雷特曼執導。該片因是比爾·莫瑞首次主演的电影，並開啟了雷特曼的導演生涯而聞名，雷特曼後來的喜劇包括《烏龍大頭兵》（1981）和《魔鬼剋星》（1984），兩部影片均由莫瑞主演。
該片曾是美國和加拿大有史以來票房最高的加拿大電影，榮獲金捲軸獎。這是莫瑞和哈罗德·雷米斯合作的六部電影中的第一部，还有幾部續集，其中只有《靚仔初試雲雨情》（1986）與这部原作有联系。

## 劇情
特里珀·哈里森带领着一群新来的见习辅导员，在安大略省的一个低價夏令營北极星营里，与营地主任莫蒂·梅尔尼克开起了恶作剧，主要是在深夜把梅尔尼克从他的小屋带走，让他在不寻常的地方醒来。
鲁迪·格纳是个孤独的男孩，母亲在一年前去世。他被工作狂父亲送到夏令营，但他决定逃跑。特里珀注意到鲁迪缺乏自信，于是跟踪他到附近的一个汽车站，并将他呵護起来。在多次晨跑后，他们迅速成为朋友。特里珀在帮助鲁迪获得自信的同时，也开始了与女生辅导员罗克珊的恋情。许多见习辅导员也找到了爱情：坎达丝在快艇上“绑架”了克罗克特，并向他表白了自己的感情；前一年分手的A.L.和惠尔斯在一次舞会上重修旧好；书呆子斯帕兹喜欢上了假小子杰姬。
北极星与湖对岸的富裕夏令营莫霍克营之间的竞争也是故事的一个支线。在一场篮球比赛中，北极星被莫霍克击败，他们试图用自己反常的方式来取得胜利。这为两营之间一年一度的奧林匹亞埋下了伏笔，莫霍克已经连续12次取胜。
在第一天的比赛中，莫霍克占尽优势，经常通过作弊取胜。由于两名莫霍克女孩的卑鄙行为，克罗克特未能通过跳高横杆，哈德韦尔在拳击比赛中遭到重击，杰姬在曲棍球比赛中脚踝骨折。第一天比赛结束时的比分是莫霍克170分，北极星63分。当晚，在北极星的小屋，特里珀唤醒了士气低落的营员们，并解释说胜负并不重要。北极星的营员们齐声高呼：“这并不重要！”奧林匹亞竞赛的第二天属于刚刚受到鼓舞的北极星，他们赢得了所有项目的胜利。惠尔斯战胜了他的对手，斯帕兹在堆疊比赛中战胜了赖诺，芬克在吃法兰克福熏肉腸比赛中战胜了“大胃王”。现在，北极星只落后10分，还剩下一项比赛，即20分的四英里越野跑。特里珀意外提议选拔鲁迪，与莫霍克的明星选手霍尔斯一较高下。鲁迪花了很多个早晨和特里珀一起慢跑和训练，现在得到了回報，结果他赢得了比赛，以230:220的比分为北极星赢得了奧林匹亞的首次胜利。
当天晚上，莫蒂、特里珀、罗克珊和见习辅导员们围着篝火唱歌，在夏令营准备结束时做最后的道别。鲁迪已经决定明年重返营地，罗克珊也同意和特里珀住在一起。两人骑着特里珀的摩托车，带着大巴离开了营地，留下莫蒂躺在湖中央的木筏上。

## 票房
這部電影出人意料地大受歡迎。該片在多倫多的七家影院上映，首四天票房收入為105,635美元。一週後，該片在紐約的93家銀幕上映，當週票房收入150萬美元，位居美國票房第五位。該片在全國上映的前17天就獲得了1790萬美元的票房收入。這部電影是第一部在加拿大票房超過250萬美元的加拿大電影，超过1970年的《Deux femmes en or》，成為有史以來票房最高的電影，票房收入420萬美元，並榮獲金捲軸獎，也是美國票房最高的加拿大電影，在美國和加拿大的總票房為4,300萬美元。這也是當時沒有任何美國投資的票房最高的電影，直到1982年被《烈火戰車》超越。這部電影在全球的票房收入為7000萬美元。

## 家庭媒体
《瘋狂夏令營》於1999年由HBO首次以DVD形式發行（儘管派拉蒙影業是最初的院線發行以及20世紀80年代第一部VHS和SelectaVision的发行方，並且繼續持有國際版權）。索尼影視娛樂于2007年6月5日發行了特別版DVD（帶有寬螢幕變形鏡頭、導演評論和幕后專題片）。續集沒有得到重新發行的待遇。狮门於2012年6月12日發行了藍光光碟，2022年2月22日重新發行了DVD，其中保留了索尼DVD的評論，但沒有專題片。

## 续集
《瘋狂夏令營》之後又推出了三部續集：《瘋狂夏令營續集》（1984）、《靚仔初試雲雨情》（1986）和《肉丸4》（1992），雷特曼和莫瑞都没有参与制作。只有《靚仔初試雲雨情》與原作的故事或人物有關係，其中帕特里克·丹普西飾演魯迪·格納。